# Stenhomalus lateralis
Stenhomalus lateralis là một loài bọ cánh cứng trong họ Cerambycidae.